# Киберспорт в России
Киберспорт в России впервые вошёл в перечень признанных видов спорта (как «компьютерный спорт») в 2001 году, однако в 2006 году был исключён. Повторное включение «компьютерного спорта» в реестр произошло в 2016 году. Россия стала первой страной в мире, признавшей киберспорт официальным видом спорта. В 2017 году дисциплины «боевая арена», «соревновательные головоломки», «стратегия в реальном времени» и «технический симулятор» вошли в перечень спортивных дисциплин, развиваемых на общероссийском уровне, а Федерация компьютерного спорта России стала аккредитованной спортивной федерацией.
В России организовывается ряд киберспортивных соревнований, включая Кубок России по киберспорту, Чемпионат России по компьютерному спорту, Всероссийскую киберспортивную студенческую лигу, Чемпионат России по интерактивному футболу и Кубок России по интерактивному футболу. Ряд чемпионатов транслировался по кабельному телевидению.

## История
Россия стала первой страной в мире, которая признала киберспорт официальным видом спорта. Это произошло 25 июля 2001 года по распоряжению тогдашнего главы Госкомспорта России Рожкова Павла Алексеевича. После смены руководства и переименования Госкомспорта России в Федеральное агентство по физической культуре и спорту, а также в связи с последующим введением в действие Всероссийского реестра видов спорта (ВРВС), потребовалось повторить процедуру признания компьютерного спорта 12 марта 2004 года по распоряжению главы Госкомспорта России Вячеслава Фетисова. В июле 2006 года киберспорт был исключён из Всероссийского реестра видов спорта вследствие того, что он не соответствовал критериям, необходимым для включения в этот реестр: развитие в более чем половине субъектов Российской Федерации и наличие зарегистрированного в установленном порядке общероссийского физкультурно-спортивного объединения.
В 2014 году Российский государственный университет физической культуры, спорта, молодёжи и туризма начал реализацию образовательной программы «Теория и методика интеллектуальных видов спорта (киберспорт)».
В 2015 году был основан российский киберспортивный холдинг ESforce, ставший крупнейшей киберспортивной организацией в России, СНГ и странах Восточной Европы. В частности, ESforce принадлежит киберспортивный клуб Virtus.pro, выигравший наибольшее количество призовых среди клубов СНГ и входящий в топ-10 мира по этому показателю. Также ESforce проводит крупнейшую в СНГ серию турниров EPICENTER и владеет главным СМИ СНГ-киберспорта Cybersport.ru.
7 июня 2016 года был опубликован приказ Министерства спорта о включении компьютерного спорта в реестр официальных видов спорта Российской Федерации. 13 апреля 2017 года в Минюсте России был зарегистрирован Приказ Министерства спорта Российской Федерации от 16.03.2017 № 183 «О признании и включении во Всероссийский реестр видов спорта спортивных дисциплин, видов спорта и внесении изменений во Всероссийский реестр видов спорта». В соответствии с данным приказом компьютерный спорт был переведён во второй раздел — «виды спорта, развиваемые на общероссийском уровне». Это значит, что появилась возможность проведения в России официального чемпионата страны, появлению разрядов и званий по компьютерному спорту. В этом же разделе находятся все «традиционные» виды спорта — футбол, хоккей, баскетбол и т. д. C 5 июля 2017 года, в соответствии с приказом Министерства спорта Российской Федерации № 618, аккредитованной спортивной федерацией по виду спорта «компьютерный спорт» является Федерация компьютерного спорта России.
С 2018 года Университет ИТМО ввёл стипендию для талантливых киберспортсменов в размере 10 тыс. руб. ежемесячно. Программа поддержки талантливых киберспортсменов была запущена при консультационной и методологической поддержке Федерации компьютерного спорта России. Чтобы претендовать на стипендию, абитуриенту было необходимо набрать более 250 баллов ЕГЭ, поступить на бюджетную форму обучения в ИТМО, а также представить киберспортивное портфолио на конкурс, организованный студенческим спортивным клубов «Кронверкские барсы». В него входят анкета, мотивационное письмо, свидетельства о победах на соревнованиях и документы, подтверждающие наличие спортивных разрядов по киберспорту. Стипендия в размере 10 000 рублей назначается пяти студентам, которые преуспели в таких дисциплинах, как CS:GO, Dota 2, Hearthstone, FIFA, Overwatch, League of Legends, Tekken 7, Eternal, World of Tanks, World of Warships и World of Warplanes. Киберспортивная стипендия выплачивается на протяжении первого семестра обучения, а если киберспортсмены сдают сессию на «хорошо» или «отлично», то финансовая поддержка продлевается до конца первого года обучения. Киберспортсмены-победители конкурса получают возможность тренироваться на базе киберспортивного клуба ССК «Кронверкские барсы».
В 2019 году Университет ИТМО реализовал программу киберспортивных стипендий повторно.
С 16 марта 2020 году Университет ИТМО перевёл студентов на дистанционное обучение. В онлайн-формате стали проходить и занятия по физической культуре и спорту. Студенческий спортивный клуб Университета ИТМО «Кронверкские барсы» предложил на выбор несколько видов онлайн-тренировок, среди которых — киберспортивные состязания. Администрация вуза поддержала инициативу студентов и запустила проект «Киберфизкультура в ИТМО». Набрать баллы за киберспорт можно двумя способами. Первый — играть в лиге по будням. Чем больше времени студент проводит в игре, тем больше баллов он получает. Кроме того, можно поучаствовать в турнирах в выходные. Количество баллов за них будет зависеть от места, которое займёт учащийся. Для тех, кто не умеет играть в Dota 2, CS:GO или Clash Royale, на сайте проекта организовали обучение. Процесс оценивания почти полностью автоматизирован. Киберспортивный клуб «Кронверкские барсы» разработал систему начисления баллов за участие в турнирах по каждой дисциплине, а также создал сайт для регистрации, который учитывает все данные из игр и вносит их в электронную базу данных. Зачет можно получать вместе с друзьями: есть возможность играть как индивидуально, так и командами. В рамках факультета игровой индустрии и киберспорта МФПУ «Синергия» было запущено 2 сезона лиги Synergy ESPORTS League с бесплатным участием в онлайн-турнирах для всех желающих, общий призовой фонд которого составил свыше 50 миллионов рублей. Большую часть этого фонда составили образовательные гранты с возможностью оплаты обучения на любом факультете университета, что на данный момент является крупнейшим образовательным грантом в профильном образовании игровой индустрии и сферы киберспорта в России и СНГ.
В начале 2023 года в Университете ИТМО открылся первый в Санкт-Петербурге центр развития студенческого киберспорта.

## Требования по проведению соревнований
В соответствии с приказом Минспорта России № 618 от 5 июля 2017 года, право и обязанность разрабатывать правила по виду спорта и вносить их на утверждение в Минспорта РФ возложены на Федерацию компьютерного спорта России.
Помимо протокола, который подтверждает факт проведения турнира, обязательно наличие бригады судей, которая состоит из главного судьи и судей по играм (если их несколько), линейных судей, наблюдателей и технических судей.
Необходимо создать нормативные акты, регламентирующие деятельность спортсмена, тренера и судьи при реализации процесса спортивной подготовки и проведении соревнований в дистанционном режиме.

## Правила и дисциплины компьютерного спорта

### Общие
Победителем соревнований в киберспорте становится игрок или команда, которые показали лучший результат к концу игры.
В компьютерном спорте, так же как и в других видах спорта есть «Правила вида спорта „Компьютерный спорт“», разработанные Федерацией компьютерного спорта России и утвержденные Министерством спорта Российской Федерации.
Для каждого соревнования составляется Положение и Регламент соревнования, которые не могут противоречить Правилам «Компьютерного спорта».
«Положение о соревновании» — это документ, определяющий задачи соревнования, весь его ход, порядок подведения итогов, награждения победителей. Положение о соревновании составляет организатор соревнований. Положение может содержать информацию о нескольких соревнованиях и составляться на год.
«Регламент соревнований» — это документ, составляемый организаторами соревнований, конкретизирующий и уточняющий статьи Положения о соревновании. Регламенты составляются на конкретные соревнования.
По характеру проведения соревнования делятся на: личные, командные, лично-командные.
Соревнования проводятся в возрастных группах: «мужчины» и «женщины». Женщины имеют право участвовать в соревнованиях, проводимых среди мужчин, если иное не предусмотрено Положениями (Регламентами) конкретных соревнований.
К соревнованиям допускаются спортсмены, достигшие возраста 14 лет на день начала проведения соревнований.

### Дисциплины
В киберспорте нельзя использовать любые игры. Например, для соревнований не подойдут игры, которые содержат в себе элемент случайности, преобладающий над фактором умения игры.
Таким образом в категорию киберспортивных дисциплин часто попадают игры жанров MOBA, Шутеры или RTS.
Во Всероссийский реестр видов спорта (второй раздел — виды спорта, развитие которых осуществляется на общероссийском уровне, и их специальные дисциплины) внесены следующие дисциплины компьютерного спорта:.
| Наименование дисциплины                                         | Описание | Игры                                                                 |
| --------------------------------------------------------------- | --- | -------------------------------------------------------------------- |
| Боевая арена (MOBA, Multiplayer Online Battle Arena)            | Боевая арена — многопользовательская онлайновая боевая арена — дисциплина компьютерного спорта, в которой 2 команды игроков сражаются друг с другом на карте особого вида с целью уничтожения главного здания команды соперника. Каждый игрок управляет одним из списка доступных героев, отличающихся характеристиками и способностями. В течение матча герои могут становиться сильнее, получать новые способности и снаряжение                           | - Dota 2 - League of Legends - Wild Rift                             |
| Тактический трехмерный бой (шутер) (Tactical shooters, Shooter) | Тактический трехмерный бой — киберспортивная дисциплина, для соревнований используется командная видеоигра, выступающая симулятором тактического боя, где каждый участник команды, осуществляя управление своим объектом управления, взаимодействует с участниками своей команды с целью уничтожения объектов управления команды соперника или достижения поставленной задачи                                                                               | - CS:GO - Rainbow Six Siege - Valorant - Overwatch - PUBG - Fortnite |
| Стратегия в реальном времени (RTS, Real-time strategy)          | Стратегия в реальном времени — спортивная дисциплина компьютерного спорта, в которой противоборствующие стороны участников соревнований на арене в реальном времени позиционируют и маневрируют игровыми персонажами, для защиты районов карты и/или уничтожения активов своих соперников. В ходе игры могут создаваться дополнительные игровые персонажи и улучшаться свойства уже имеющихся                                                               | - Warcraft 3 - Starcraft - StarCraft II                              |
| Файтинг (Fighting)                                              | Файтинг — дисциплина компьютерного спорта, имитирующая процесс единоборства на арене с помощью видеоигры, в которой участнику соревнований необходимо снизить до нуля параметр энергии (здоровья) объекта управления соперника за отведенное время | - Mortal Kombat - Tekken 7 - Street Fighter V                        |
| Спортивный симулятор (Sports simulators)                        | Спортивный симулятор (симулятор спортивной игры) — спортивная дисциплина компьютерного спорта, воссоздающая с помощью видеоигры спортивную игру на арене по правилам вида спорта, признанного в установленном порядке | - FIFA - NHL - Rocket League                                         |
| Соревновательные головоломки (Competitive puzzles)              | Соревновательные головоломки — спортивная дисциплина компьютерного спорта, представляющая собой решение логических задач участниками соревнований, результат которого зависит от скорости логического мышления и сообразительности, предопределяющих выбор той или иной стратегии игры для достижения победы | - Hearthstone - Тетрис - Clash Royale                                |
| Технический симулятор (Technical simulators)                    | Технический симулятор — спортивная дисциплина компьютерного спорта, в которой участники соревнований, имитируя физическое поведение и управление техническими средствами, достигают победы в соответствии с Техническими правилами дисциплины. В результате соревновательной деятельности участник соревнований получает навыки управления реальными техническими средствами (например: танковый симулятор, авиационный симулятор, автомобильный симулятор) | - Project CARS - Assetto Corsa Competizione - Gran Tourismo          |

## Трансляция по телевидению
Киберспорт активно транслируют по спортивным каналам. В 2007 году на спортивном канале 7ТВ с подачи Национальной Профессиональной Киберспортивной Лиги прошла трансляция Counter-Strike: Source сезона Чемпионата России, где были показаны 32 матча Дивизиона А раз в неделю каждая игра.
В 2016 году на телеканале «Матч! Игра» в прямом эфире был показан финал турнира по Counter-Strike: Global Offensive EPICENTER: Moscow.

## Федерация компьютерного спорта России
В соответствии с приказом Минспорта России № 618 от 05 июля 2017 года, Федерация компьютерного спорта России обладает следующими правами и обязанностями:
- разрабатывать правила по виду спорта и вносить их на утверждение в Минспорта РФ;
- вносить изменения в ЕВСК (Единая всероссийская спортивная классификация, которая содержит критерии присвоения разрядов и званий) по компьютерному спорту;
- подавать соревнования в ЕКП (единый календарный план) Минспорта РФ и проводить официальные чемпионаты и кубки России, а также международные соревнования;
- формировать сборную России;
- устанавливать квалификационные требования для судей по виду спорта;
- а также всё остальное, предусмотренное ст. 16 Федерального закона от 04.12.2007 № 329-ФЗ «О физической культуре и спорте в РФ»[12].

Кроме прочих регламентов и положений Федерация компьютерного спорта России выпустила методологические рекомендации по обучению компьютерному спорту.
Рекомендуется для начала овладеть начальными навыками управления компьютером. После, при помощи тренера, игрок обучается управлению в игре. Также регламентируется настройка компьютера, просмотр игр, разработка тактик, совершенствование техник игры и специальная подготовка к важным соревнованиям.
13 января 2022 года Министерство спорта РФ опубликовало приказ № 938 от 01.12.2021 "Об утверждении федерального стандарта спортивной подготовки по виду спорта «компьютерный спорт», согласно которому киберспортсмены должны сдавать нормативы общей и специальной подготовки, включая бег, наклоны и приседания.
В документе указано, что киберспортсмен должен уделять физической подготовке от 25 до 40 процентов тренировочного времени.

### Ключевые соревнования, которые проводит Федерация компьютерного спорта России
- Кубок России по киберспорту. Ежегодно проводится начиная с 2016 года. В 2019 году в турнире приняло участие более 25 000 человек.
- Чемпионат России по компьютерному спорту. Ежегодно проводится начиная с 2018 года. Является официальным Чемпионатом России, включенным по вторую Часть единого календарного плана межрегиональных, всероссийских и международных физкультурных мероприятий и спортивных мероприятий на 2018 год, утвержденного приказом Минспорта России от 27 декабря 2017 года № 1107
- Всероссийская киберспортивная студенческая лига. Ежегодно проводится начиная с 2016 года. С 2019 года является официальными всероссийскими соревнованиями и внесена в Календарный план всероссийских физкультурных мероприятий Министерства Спорта Российской Федерации
- Школьная киберспортивная лига. Ежегодно проводится начиная с 2018 года. С 2019 года является официальными всероссийскими соревнованиями и внесена в Календарный план всероссийских физкультурных мероприятий Министерства Спорта Российской федерации
- Чемпионат России по интерактивному футболу. Ежегодно проводится начиная с 2017 года совместно с Российским футбольным союзом .
- Кубок России по интерактивному футболу. Ежегодно проводится начиная с 2018 года совместно с Российским футбольным союзом